# Rose Akol

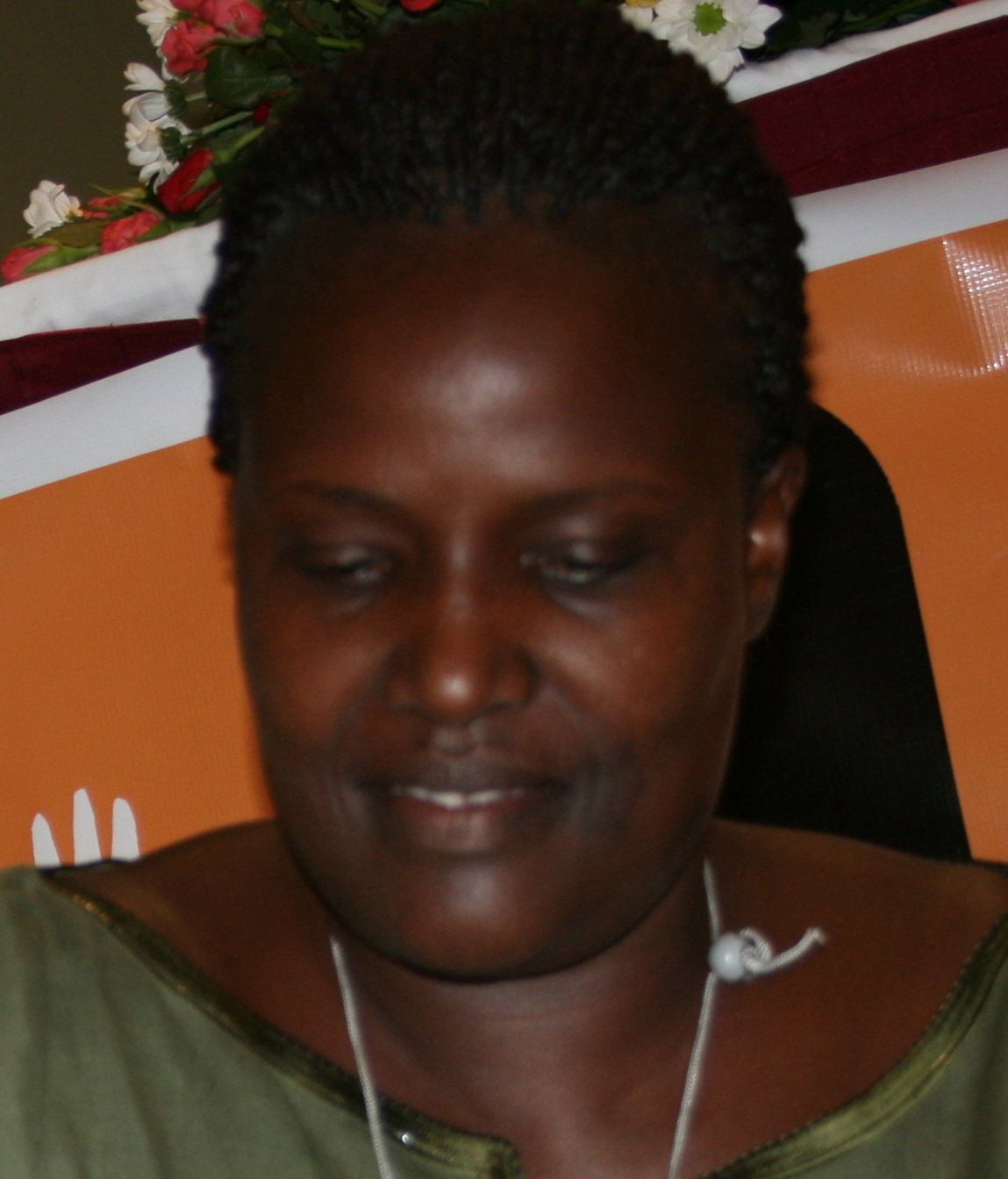
Rose Akol tại hội nghị Kampala vào năm 2008

Rose Akol Okullu, thường được gọi là Rose Akol (sinh ngày 27 tháng 11 năm 1964), là một kế toán và chính trị gia người Uganda. Bà được bổ nhiệm làm Bộ trưởng Bộ Nội vụ vào ngày 16 tháng 11 năm 2015. Bà dự kiến sẽ đảm nhận chức vụ theo xác nhận của Quốc hội Uganda. Bà cũng là một thành viên được bầu của quốc hội với tư cách là đại diện phụ nữ của quận Bukedea.

## Bối cảnh và giáo dục
Akol sinh ra ở quận Bukedea và học tại trường trung học Ngora. Bà có bằng Thạc sĩ Quản trị Kinh doanh về tài chính và kế toán, được trao tặng năm 2004 bởi Trường Kinh doanh Đại học Makerere.

## Kinh nghiệm làm việc
Akol bắt đầu sự nghiệp của mình vào năm 1989 với tư cách là trợ lý kế toán tại Hội đồng Xúc tiến Xuất khẩu ở Uganda, phục vụ ở vị trí đó cho đến năm 1990. Từ năm 1990 đến năm 1993, bà làm kế toán tại Cơ quan Phát triển Karamoja. Từ năm 1994 đến năm 2000, cô là kiểm toán viên nội bộ cao cấp tại Tập đoàn hàng không Uganda. Từ năm 2003 đến năm 2006, bà là Trưởng phòng kiểm toán nội bộ tại Trung tâm nghiên cứu lâm sàng chung. Bà đồng thời làm kế toán tại hãng hàng không Đông Phi. Năm 2006, cô tham gia chính trị nghị viện tự chọn bằng cách giành ghế đại diện của phụ nữ quận Bukedea. Bà được bầu lại vào năm 2011.

## Thông tin cá nhân
Rose Akol đã kết hôn. Bà thuộc tín ngưỡng Công giáo La Mã. Bà là thành viên của đảng chính trị Phong trào Kháng chiến Quốc gia.